# Мгалоблишвили, Этери Давидовна
Этери Давидовна Мгалоблишвили (груз. ეთერ მგალობლიშვილი, 14 августа 1932, Тифлис — 3 июня 2020) — грузинская советская органистка и пианистка и музыкальный педагог. Основатель национальной профессиональной органной школы в Грузии. Заслуженная артистка Грузинской ССР (1967).

## Биография
В 1956 году окончила Московскую государственную консерваторию им. Петра Чайковского (фортепиано, орган), затем — аспирантуру там же, в 1961 (фортепиано) и в 1962 (орган). Ученица Абрама Шацкеса и Леонида Ройзмана. Стажировалась в Германии и Бельгии.
С 1965 года преподавала в Тбилисской консерватории. В 1964 году в Большом зале Консерватории был установлен орган известной немецкой фирмы «Александр Шуке». Этери Мгалоблишвили возглавила органный класс консерватории. Профессор с 1990 года (среди учеников — Г. Коняев, Н. Рухадзе).
Входила в состав жюри международных конкурсов Баха в Лейпциге, Москве, Вильнюсе, Готке и Кишинёве; Один из организаторов органного фестиваля в Пицунде.